# Fahrenzhausen

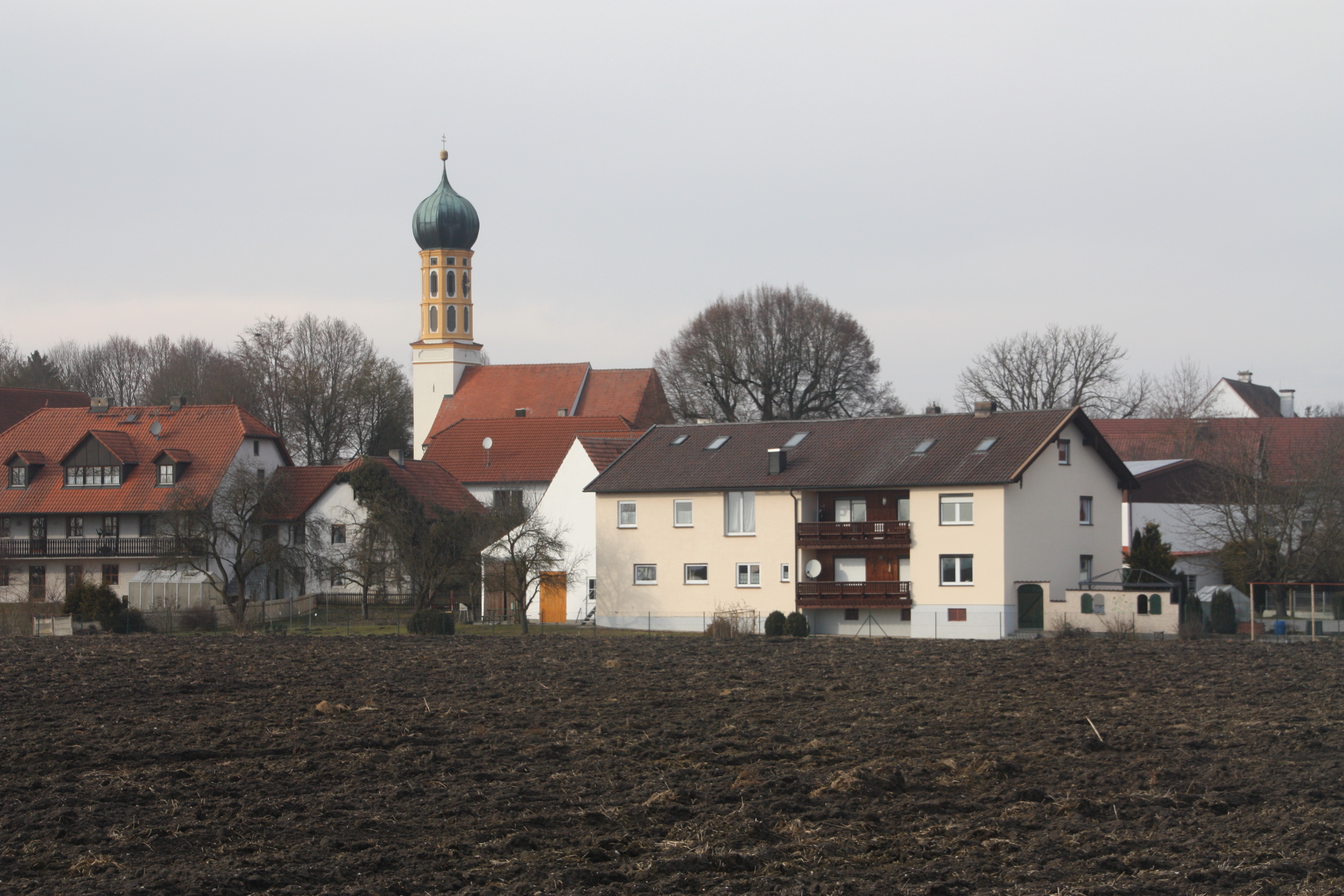
Fahrenzhausen

Fahrenzhausen ist eine Gemeinde im oberbayerischen Landkreis Freising in Bayern.

## Geografie

### Lage
Die Gemeinde liegt an der Amper, etwa 25 Kilometer nördlich von München.

### Gemeindegliederung
Die Gemeinde hat 17 Gemeindeteile (in Klammern ist der Siedlungstyp angegeben):
- Appercha (Kirchdorf)
- Bachenhausen (Dorf)
- Bärnau (Einöde)
- Bergfeld (Siedlung)
- Fahrenzhausen (Kirchdorf)
- Gesseltshausen (Kirchdorf)
- Großeisenbach (Kirchdorf)
- Großnöbach (Kirchdorf)
- Hörenzhausen (Kirchdorf)
- Jarzt (Pfarrdorf)
- Kammerberg (Kirchdorf)
- Kleineisenbach (Weiler)
- Kleinnöbach (Weiler)
- Lauterbach (Kirchdorf)
- Unterbruck (Dorf)
- Viehbach (Kirchdorf)
- Weng (Kirchdorf)

## Geschichte

### Bis zur Gemeindegründung
Das Gebiet um das moderne Fahrenzhausen und Appercha weist Zeugnisse antiker bronzezeitlicher Siedlungen auf.
In der Römerzeit hatte Fahrenzhausen ein Herrenhaus (Villa Rustica), das dazu beitrug eine Römerstraße zu unterstützen, die durch Oberndorf, Westerndorf, Biberbach, Indersdorf usw. führte.
Fahrenzhausen als Dorf wurde erstmals 1020 n. Chr. unter dem Namen Varnolveshusa gegen Ende der Ottonischen Dynastie erwähnt, als Heinrich V. Herzog von Bayern war. Der Ortsname deutet auf einen Gründer der Siedlung namens Farnulf. Es wurde 1280 während der Wittelsbacher Dynastie erneut mit dem Namen 'Vornolzhusn' erwähnt.
Eine örtliche katholische Kirche (ursprünglich St. Martin geweiht) wurde erstmals 1315 in 'Warnoltshausen' in den Kirchenbüchern (Konradinische Matrikel) von 1315 erwähnt.
In den Jahren 1372–74 wurde Fahrenzhausen als „Schrannenort“ bezeichnet, in dem ein Gericht abgehalten wurde. Ein gewisser Ott der Marschalk von Nannofen war „Richter in Varnoltzhausen“, der einen Gerichtsbrief über einen Verkauf von einem Stück Land im nahe gelegenen Dorf Viehbach schrieb.
Der Schutzname der Kirche wurde um 1560 als St. Vitus geändert.
Fahrenzhausen und Umgebung wurden wahrscheinlich während des Dreißigjährigen Krieges betroffen, insbesondere 1632 während des schwedischen Einmarschs nach München, oder sogar beim französischen Angriff in der Umgebung Freising und Dachau im Jahr 1648. Zu Beschädigungen der Kirche im Dreißigjährigen Krieg gibt es allerdings keine direkten Hinweise. So sind die ersten Reparaturarbeiten nach dem Krieg auch erst aus dem Jahr 1670 bekannt.
Während der Napoleonischen Kriege marschierten französische und bayerische Truppen aus München entlang der Isar in Richtung Freising und Landshut, vielleicht durch die Gegend um Fahrenzhausen. Sie waren auf dem Weg in der Schlacht von Landshut und der Schlacht von Eggmühl im April 1809 zu kämpfen.
Fahrenzhausen gehörte zum Rentamt München und zum Landgericht Dachau des Kurfürstentums Bayern. Der Ort wurde im Zuge der Verwaltungsreformen in Bayern 1818 eine selbstständige politische Gemeinde.
Am 25. Juni 1844 zerstörte ein Hagelschlag in Fahrenzhausen alle Feldfrüchte und brachte die damals noch vorherrschend bäuerlichen Familien in große Not. Von diesem Hagelschlag berichten übrigens auch die Chroniken von Westerholzhausen (Indersdorf), Vierkirchen und Schönbrunn. Am nächsten Morgen, dem 26. Juni, versprachen die Gläubigen den Tagesheiligen Johannes und Paulus, die ohnehin als 'Wetterheilige' angerufen werden, alljährlich nach Westerndorf zu ihrem Bild zu wallfahren, damit sie künftig von solchen Unwettern verschont werden. Der Bittgang fand bisher jedes Jahr statt, auch während der beiden Weltkriege. Nur in den Corona-Jahren 2020 und 2021 musste er abgesagt werden.
Im Zweiten Weltkrieg durchquerten Einheiten der US-Armee Fahrenzhausen und Umgebung im April 1945 kurz vor der Befreiung des Konzentrationslagers Dachau und Münchens.
Die Feierlichkeiten zum 1000. Jahrestag der Gründung von Fahrenzhausen im Jahr 2020 wurden größtenteils wegen der Covid-19-Pandemie abgesagt.

### Eingemeindungen
Im Zuge der bayrischen Gemeindegebietsreform wurde Fahrenzhausen am 1. Juli 1972 um Großnöbach (mit Jarzt) vergrößert. Gleichzeitig wechselte die vergrößerte Gemeinde vom Landkreis Dachau in den Landkreis Freising. Am 1. Januar 1977 wurden etwa 150 Einwohner der Gemeinde Haimhausen und am 1. Januar 1978 etwa 50 Einwohner der ehemaligen Gemeinde Günzenhausen (bei Eching) nach Fahrenzhausen umgegliedert. Schließlich wurde am 1. Mai 1978 der frühere Hofmarksort Kammerberg eingemeindet. 1984 wurde der Gemeindeteil Weißling nach Petershausen im Landkreis Dachau umgegliedert.

### Einwohnerentwicklung
Zwischen 1988 und 2018 wuchs die Gemeinde von 3166 auf 5041 Einwohner bzw. um 59,2 %.
| Jahr      | 1961 | 1970 | 1987 | 1991 | 1995 | 2000 | 2005 | 2010 | 2015 | 2020 |
| Einwohner | 2564 | 2800 | 3120 | 3369 | 3584 | 3916 | 4505 | 4624 | 4784 | 5067 |

## Politik

### Gemeinderat
Die Kommunalwahlen 2002, 2008, 2014 und 2020 führten zu den folgenden Sitzverteilungen im Gemeinderat:
| Partei/Wählergruppe          | 2002 | 2008 | 2014 | 2020 |
| CSU                          | 5    | 5    | 4    | 5    |
| SPD                          | 2    | 2    | 2    | 2    |
| FDP                          | –    | –    | –    | 1    |
| Freie Wählergruppe Einigkeit | 6    | 5    | 5    | 5    |
| Freie Bürgerliste            | 3    | 4    | 5    | 7    |
| Gesamt                       | 16   | 16   | 16   | 20   |

Nach Prozenten wurde folgendermaßen abgestimmt:
| Partei/Wählergruppe          | 2002   | 2008   | 2014   | 2020   |
| CSU                          | 33,5 % | 27,8 % | 22,5 % | 26,2 % |
| SPD                          | 12,9 % | 15,7 % | 13,8 % | 09,8 % |
| FDP                          | –      | –      | –      | 02,5 % |
| Freie Wählergruppe Einigkeit | 33,8 % | 28,9 % | 29,0 % | 27,7 % |
| Freie Bürgerliste            | 19,8 % | 27,6 % | 34,7 % | 33,8 % |
| Gesamt                       | 100 %  | 100 %  | 100 %  | 100 %  |

### Bürgermeister
Zum Ersten Bürgermeister wurde im März 2014 Heinrich Stadlbauer (Freie Bürgerliste) mit 53,4 % der Stimmen gewählt. Bei der Kommunalwahl 2020 wurde er mit 67,7 % der gültigen Stimmen im Amt bestätigt. Er verstarb am 1. Juni 2022 im Alter von 61 Jahren nach schwerer Krankheit. Die Neuwahl zum Bürgermeister fand am 25. September 2022 statt. In der Stichwahl am 9. Oktober erzielte mit 59,9 % der Stimmen Susanne Hartmann (FDP) die absolute Mehrheit. Wegen eines Wahlrechtsverstosses hatte das Landratsamt eine Wiederholungswahl angeordnet, bei der Susanne Hartmann ohne Mitbewerber am 30. April 2023 mit 91 Prozent der Stimmen gewählt wurde.

### Wappen

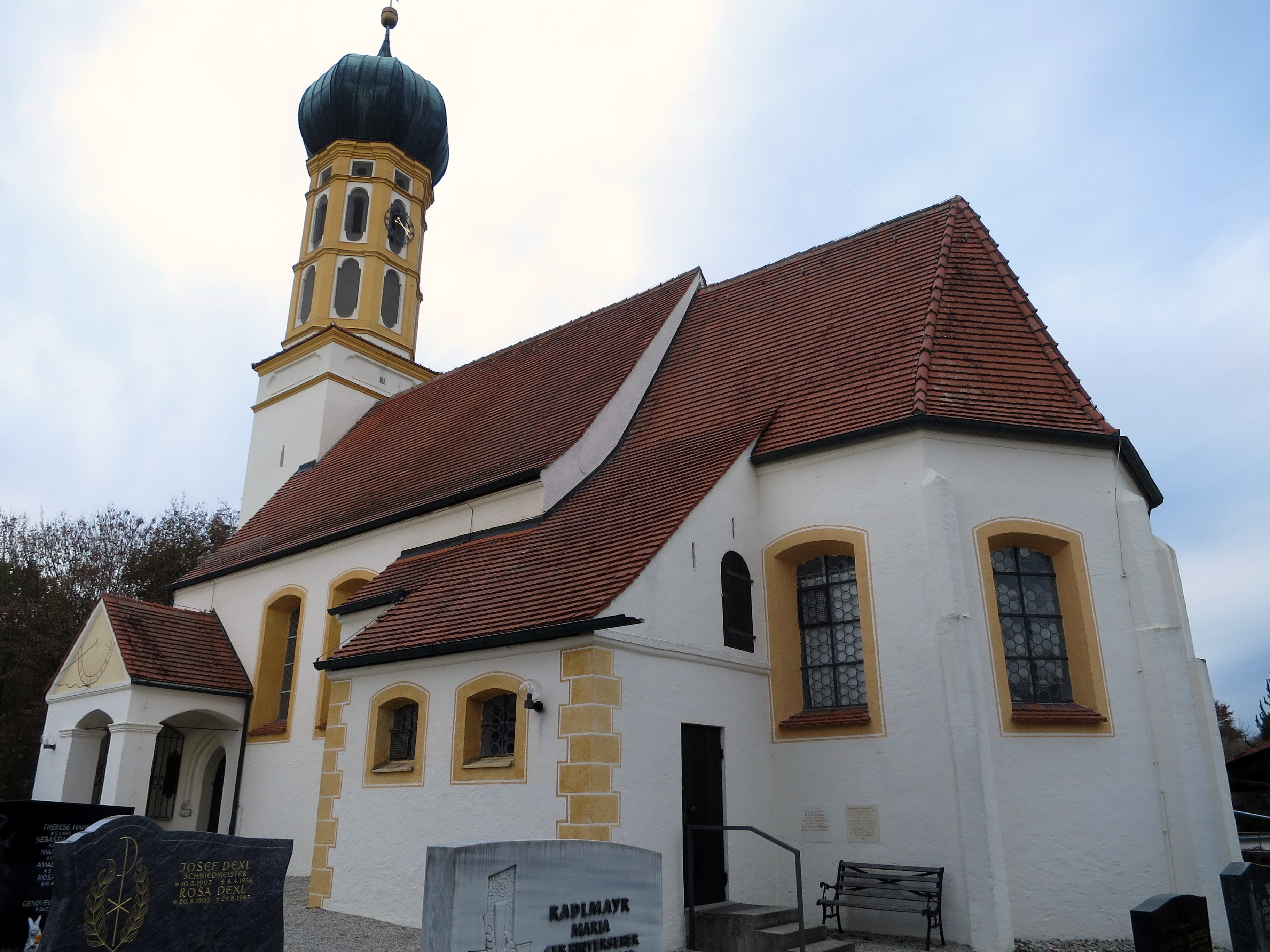
Kirche St. Veit

| | Blasonierung: „In Silber eine eingeschweifte blaue Spitze, darin über gesenktem silbernem Wellenbalken eine silberne Schalenwaage, die mit fünf roten Edelsteinen besetzt ist; rechts oben ein links gewendeter, rot bekrönter schwarzer Mohrenkopf mit rotem Ohrring und rotem Kragen, links oben ein rotes Beil.“ |
| Wappenbegründung: Der Wellenbalken ist ein heraldisches Flusssymbol und versinnbildlicht die Lage der Gemeinde an der Amper. Im Mittelpunkt des Wappens steht die Waage, ein Gerichtssymbol, das auf die zentralörtliche Bedeutung von Fahrenzhausen als Gerichtssitz im Mittelalter hinweist. Der Freisinger Mohrenkopf repräsentiert diejenigen Gemeindeteile, die zum Hochstift Freising gehörten, wie die Hofmark Massenhausen (1499–1803). Das Beil, das schon das 1969 angenommene Wappen der früheren Gemeinde Großnöbach zeigte, kommt in den Familienwappen einiger Geschlechter vor, die im heutigen Gemeindegebiet Grundherrschaft und Gerichtsrechte ausübten, so die Massenhauser (Großnöbach gehörte zur früheren Herrschaft Massenhausen), die Kammerberger (mit Stammsitz und Hofmark Kammerberg bis 1452) und die Füll von Windach, die die Hofmark Kammerberg von 1609 bis 1814 innehatten. Die fünf Edelsteine auf der Waage erinnern an die Zeit der kommunalen Gebietsreform und die Entstehung der Gemeinde aus den fünf früher selbstständigen Gemeinden Jarzt, Großnöbach, Lauterbach, Kammerberg und Fahrenzhausen in den Jahren 1971 bis 1978. Die Feldfarben Silber und Blau stehen für den wittelsbachischen Landesherrn, der auch der wichtigste Grundherr im Gemeindegebiet war. Dieses Wappen wird seit 1984 geführt. | |

## Baudenkmäler
Die spätgotische Pfarrkirche St. Veit aus dem 15. Jahrhundert wurde später im Stil des Barock umgestaltet. Charakteristisch und weithin sichtbar ist der schlanke Zwiebelturm.

## Wirtschaft und Infrastruktur

### Wirtschaft
2017 gab es nach der amtlichen Statistik im Bereich der Land- und Forstwirtschaft 44, im produzierenden Gewerbe 530 und im Bereich Handel, Verkehr und Gastgewerbe 431 sozialversicherungspflichtig Beschäftigte am Arbeitsort. In sonstigen Wirtschaftsbereichen waren es 172 Personen. Sozialversicherungspflichtig Beschäftigte am Wohnort gab es 2304. Im verarbeitenden Gewerbe gab es vier, im Bauhauptgewerbe zehn Betriebe. Im Jahr 2016 bestanden zudem 54 landwirtschaftliche Betriebe mit einer landwirtschaftlich genutzten Fläche von insgesamt 2038 Hektar, davon waren 1759 Hektar Ackerfläche und 247 Hektar Dauergrünfläche.

### Bildung
2018 gab es vier Kindertageseinrichtungen mit 286 Plätzen und 244 betreuten Kindern – davon 43 unter drei Jahren, und eine Volksschule mit acht Klassen und 189 Schülern, die von elf Lehrern unterrichtet wurden (Schuljahr 2017/18).

## Persönlichkeiten
- Carl von Paur (1804–1873), Beamter und Politiker, wurde im Ortsteil Unterbruck geboren.
- Engelbert Siebler (1937–2018), Weihbischof in München und Freising
- Georg Vierthaler (* 1957), Theater- und Opernmanager
- Bernhard Karl (* 1966), Filmkurator und Festivalgründer